# Espiute
Espiute är en kommun i departementet Pyrénées-Atlantiques i regionen Nouvelle-Aquitaine i sydvästra Frankrike. Kommunen ligger i kantonen Sauveterre-de-Béarn som tillhör arrondissementet Oloron-Sainte-Marie. År 2022 hade Espiute 110 invånare.

## Befolkningsutveckling
Antalet invånare i kommunen Espiute
| Referens: INSEE |